# Szlachta
Szlachta (av polska szlachta eller forntyska "slahta" - ätt) - adeln i Polen, de ukrainska vojvodskapen och det Litauiska storfurstendömet (se Rzeczpospolita: Polsk-litauiska samväldet). Utgjorde cirka 6–10 procent av Polens befolkning på 1700-1800-talet, vilket något översteg andelen av adelsfolk i andra länder.
Szlachta-adeln avskaffades 1921.
En adelsman kallades szlachcic medan en adelsdam kallades szlachcianka.